# لقمه‌ماهی شلاقی گرد
لقمه‌ماهی شلاقی گرد (نام علمی: Himantura pastinacoides) نام یک گونه از سرده لقمه‌ماهی‌های شلاقی است.